# 和平紀念日 (臺灣)
和平紀念日，又稱二二八和平紀念日，是中華民國的國定紀念日之一，系紀念1947年2月28日在臺灣發生二二八事件，1995年立法作紀念日，1997年成為中華民國第一個法定的國定假日，並促進臺灣地區施行周休二日，之後曾有恢復成不放假的提案修法。

## 爭取設立

### 立法作紀念日
1990年2月25日，內政部民政司司長許桂霖針對地方首長想對二二八平反運動，以地方自治為由來更改或創立國定紀念日或假日，表示該司正進行《紀念日及節日實施辦法》的法制化工作。行政院當時認為此事件為地區性衝突，而有關紀念日訂定須是全國性的範圍，故稱不會將2月28日訂立為紀念日。政府部分單位的主張該天可循元宵節、聖誕節之類的節日方式，由民間自行認定。
1991年1月9日，台灣省議會審查民政廳及文獻會總決算時，由省議會民政委員會提議附帶要求省府建請中央政府將2月28日訂為國定紀念日，在事發時擔任接收委員的黃玉嬌議員支持下，當天通過。4月23日，省議會民政委員會上，決定請省府建議中央政府於二二八事件真相公佈後，將2月28日訂為紀念日外，以讓省政府可據此正式編列二二八事件紀念日活動經費。
1992年3月5日，郭勝華、李榮達、林信貞、王克雄、李榮欣、林俊雄等二二八家屬美國返鄉團到總統府發表公開信，其中一條是希望政府將2月28日公定為國家紀念日。
行政院研究二二八事件專案小組於1994年3月17日達成結論，將2月28日訂定為非假日的紀念日，理由是目前的國定放假日已過多，再增加放假日對企業有相當影響。1995年3月22日，立法院三讀通過《二二八事件處理及補償條例》，將2月28日法定為非假日的紀念日。該年內政部因應上述法律公佈施行，修訂《紀念日及節日實施辦法》，將2月28日定名為「和平紀念日」，由有關機關、團體集會紀念而不放假。

### 升為國定假日
1990年因民進黨執政的各地方政府計畫以二二八紀念日為地方假日，行政院勞委會反映此休假不符《勞基法》規定，資方可依曠職處理。1995年2月27日，高雄縣大樹鄉鄉長黃登勇召開記者會宣告，明天鄉公所員工將放假。縣長余政憲回應縣府去年就已建議中央辦理，但行政院迄今未作統一規定，倘若在上級未核定前，大樹鄉公所仍堅持放假一天，將依規定處理。當天縣政府人事室在上午八時不到就派員到大樹鄉公所查勤，發現部分員工在「抗命」與「曠職」的矛盾下，乾脆請病假。
1997年2月20日，臺北市市長陳水扁在巡視臺北二二八紀念館籌備工程時透露，臺北市政府正研議將二二八和平紀念日定為台北市國定假日的可行性及適法性。國民黨議會黨團副書記長陳永德贊成，但聲明台北市不必刻意凸顯，應由中央來決定評估是否放假。21日，市府人事處長沈昆興回應，把二二八訂為國定假日是中央權限，依法要行文行政院，所以今年恐怕是來不及了。23日，人事行政局局長陳庚金發言，內政部早已明定二二八不放假，倘若內政部決議未改，陳市長自行宣佈台北市在二二八當天放假為違法逾權，各業並無接受之義務。24日，朝野立委施明德、徐成焜、林郁方招開記者會，宣布要結合朝野力量，推動二二八和平紀念日改為國定假日。行政院經建會副主委李高朝回應，與其增加國定假日，不如重新調整假日，仿效歐美採取週休二日，否則將使台灣地區工作天數偏低，不利競爭力。時任全國商業總會理事長的王又曾講他贊同二二八列為紀念日，但如果要放假一天就反對，因盧溝橋事變似乎更值得紀念、八二三砲戰也是。陳水扁在25日強調，難道二二八事件的重要性比不上蔣介石生日，且提高國家競爭力有兩個層面，一個是國人敬業程度問題，另一個才是放假問題。
1997年2月25日上午，在完成國是論壇後，民進黨立委林光華提出變更議程案，讓院會優先討論《二二八事件處理條例》修正草案，經無記名表決，六十票贊成、三十一票反對、七票棄權通過修正案，將原本不放假的2月28日改為國定假日。教育部長吳京說既然定為國定假日，就應該讓學生知道二二八放假的意義，國立編譯館已在新教材中預留篇幅，增訂有關教材，今年國一新生就可以在《認識臺灣》教材中讀到。下午，人事行政局公布，因今年2月28日適逢周五，依《紀念日及節日假期處理原則》，各級行政機關將彈性放假三天(不必補辦公上課)，軍事機關、學校、公營事業及業務性質特殊機關得比照辦理，民間各行各業則自行決定是否比照放假。通過當天，全國總工會、台灣勞工陣線、工人立法行動委員會、勞動黨等勞工團體一致發表聲明，支持放假。

### 造成政經衝擊
1997年，在2月28日以修法列國定假日後，人事局官員指出，此修正案除使和平紀念日成為中華民國第一個以法律明訂休假的國定紀念日之外，亦使我國國定假日總數增至十八天。當年根據全國工業總會估算，該日休假一天，勞工方面加上勞動節則休假十九天，為全球休假天數最多的前三名，製造業雇主一天將增加新台幣二十八億元成本。主計處和經建會估算1997年二二八三天連假，人事成本增加一百零八億元，工業產值將減少兩百四十一億元。此引起國民黨三位出身工商界的中常委高清愿、王又曾、辜濂松計畫建議在3月初全面檢討國定假日。
通過放假次日，受二二八連假造成金融秩序混亂、中華成長基金被迫改成半開放型基金、以及丙種資金告急等利空消息衝擊，台灣股市證券類股全部跌停，指數重挫一○‧九三點，終場指數重挫一五六‧八七點，以七七三○‧四九點收盤。當天，王又曾利用出席國民黨中常會的機會，向行政院長連戰反映國定假日太多，應該重新檢討。連戰該日裁示，2月28日、3月1日銀行業應正常營業，證券市場照常開市、海關應照常辦理進出口通關，領事、郵政電信對外營業單位及公立醫療院所也要照常營運。面對工商界抗議，民進黨立委李進勇說台灣號稱經濟大國，多一天假日影響能有多大，是國定假日放假標準不一，整體檢討國定假日訂定標準、及放假方式。
直到該年放假前夕，行政院勞委會才宣布，製造業、營造業、農林漁牧業、礦業及土石採取業、水電煤氣業、大眾傳播業、運輸倉儲及通信業等三百多萬勞工，2月28日應放假一天。包括財政、經濟、交通、人事等部會首長，如新聞局長蘇起、財政部長邱正雄、經濟部政務次長張昌邦、交通部長蔡兆陽，在行政院院會中批評立法院迫使行政院急忙宣布放假，缺乏周延辯論與溝通，紛紛要求行政院提出補救方案。

## 配套政策

### 實行周休二日
游錫堃在擔任宜蘭縣縣長時，縣府於原先1990年2月7日提出2月28日放假的構想，並配合周休二日方案，元旦、國慶日、民俗節日照常放假，其餘紀念日不放假。
二二八和平紀念日通過為國定假日當日，1997年2月25日，行政院經建會主委江丙坤反應，此一決議使國定假日再增一天，達到世界各國中的最高水準，將影響生產與對外競爭力，所以經建會會規劃改為週休二日制，漸進達成完全週休二日的目標。3月10日，行政院人事行政局長陳庚金在立法院宣布為推動周休二日，將把二二八紀念日、青年節、婦幼節、端午節、中秋節、教師節、光復節、蔣公誕辰紀念日、行憲紀念日等九個國定假日彈性調整各分成兩個半天挪到周六休，紀念日當天不放假，使每年有十八周自然變成周休二日。24日，行政院經建會提出彈性調整國定假日規劃方案，預定自1998年1月起每月週休二日兩次，暫時選定每個月第二、第四個周六放假，將保留元旦兩天、春節四天連續假期、中秋、端午等共八天假日在當天放假。10月9日，考試院院會討論後每月二次周休二日制，除名稱外，決定大體上接受行政院版本，不再堅持己見，即把1998年二二八和平紀念日將配合周休二日制改為只紀念不放假。

### 嘗試修法回復
1997年4月19日，人事行政局長陳庚金在記者會指出，人事局將協調內政部把《紀念日暨節日實施辦法》修正提高為法律位階，以法定二二八等國定假日，改為只紀念不放假。人事行政局原希望二二八紀念日配合移撥周休二日，然而立法院於1998年5月28日三讀通過《二二八事件處理及補償條例》中第三、八及十六條修正，維持國定紀念日。
兩年後，2000年6月17日，人事行政局副局長李若一宣布，為配合未來實施公務員全面周休二日，政治性節日將考慮改為只紀念不放假，如二二八和平紀念日、國父誕辰紀念日、行憲紀念日等政治性節日。28日，國民黨立委劉光華提出《紀念日及節日實施條例》草案，建議取消現行國父誕辰紀念日、行憲紀念日、二二八紀念日放假，政治性節日只放元旦及國慶日。在人事行政局將此法案核報給行政院後，8月14日，行政院長唐飛透露，二二八紀念日國父誕辰紀念日都將取消放假，但對行憲紀念日有意見。15日，政務會談決定調整這三天為只紀念不放假。
由於國父誕辰紀念日及行憲紀念日皆以行政命令來規範，唯獨二二八和平紀念日是訂在法律內，因此若要調整放假就定要先行修法。2000年9月21日，二二八條例主管機關法務部及內政部於將刪除和平紀念日休假日的修法草案函報行政院。行政院長張俊雄於10月19日將修法送立法院審議後，人事行政局印發的2001年行政機關辦公日曆已先將2月28日表明非國定假日。立法院2001年新會期為2月20日開會，但當天是須聽取行政院長施政報告並開始總質詢，故安排修正法案只能最快23日，然後25日由總統公布，三天後正好2月28日生效。
2001年2月21日，張俊雄裁示若立法院來不及完成修法，和平紀念日仍然是國定假日。在張俊雄請託下，立法院長王金平在23日上午邀集朝野黨團、人事行政局等緊急協商。該日協商，朝野口徑一致不同意下周一加開院會審議修正案，因此仍照現行規定放假一天。

### 提出補班補課
接著，行政院人事局和考試院銓敘部協議，提出2002年和平紀念日若維持放假則應補上班一天的計畫，並在2001年7月24日達成共識。人事行政局規定2002年2月28日放假後，須在當週之星期六3月2日補行上班上課。在全國教師會等單位強烈抨擊下，補課補班政策轉彎，行政院與考試院同意2月28日放假外，3月2日不必補班補課。

## 後續發展

### 不放假案否決
2002年和平紀念日，嘉義市二二八紀念公園上，行政院長游錫堃致詞時說該日在台灣族群上是個重要的日子，故行政院決定日後要放假，但為減輕對經濟、產業的衝擊，行政院同時決定，今後國定假日逢周六、周日，不再循例於周一補假一天。立法院初審通過《紀念日及節日實施條例》草案後，立委洪昭男提出刪除二二八紀念日放假，但2003年1月2日遭立法院內政委員會否決。

### 增降半旗政策

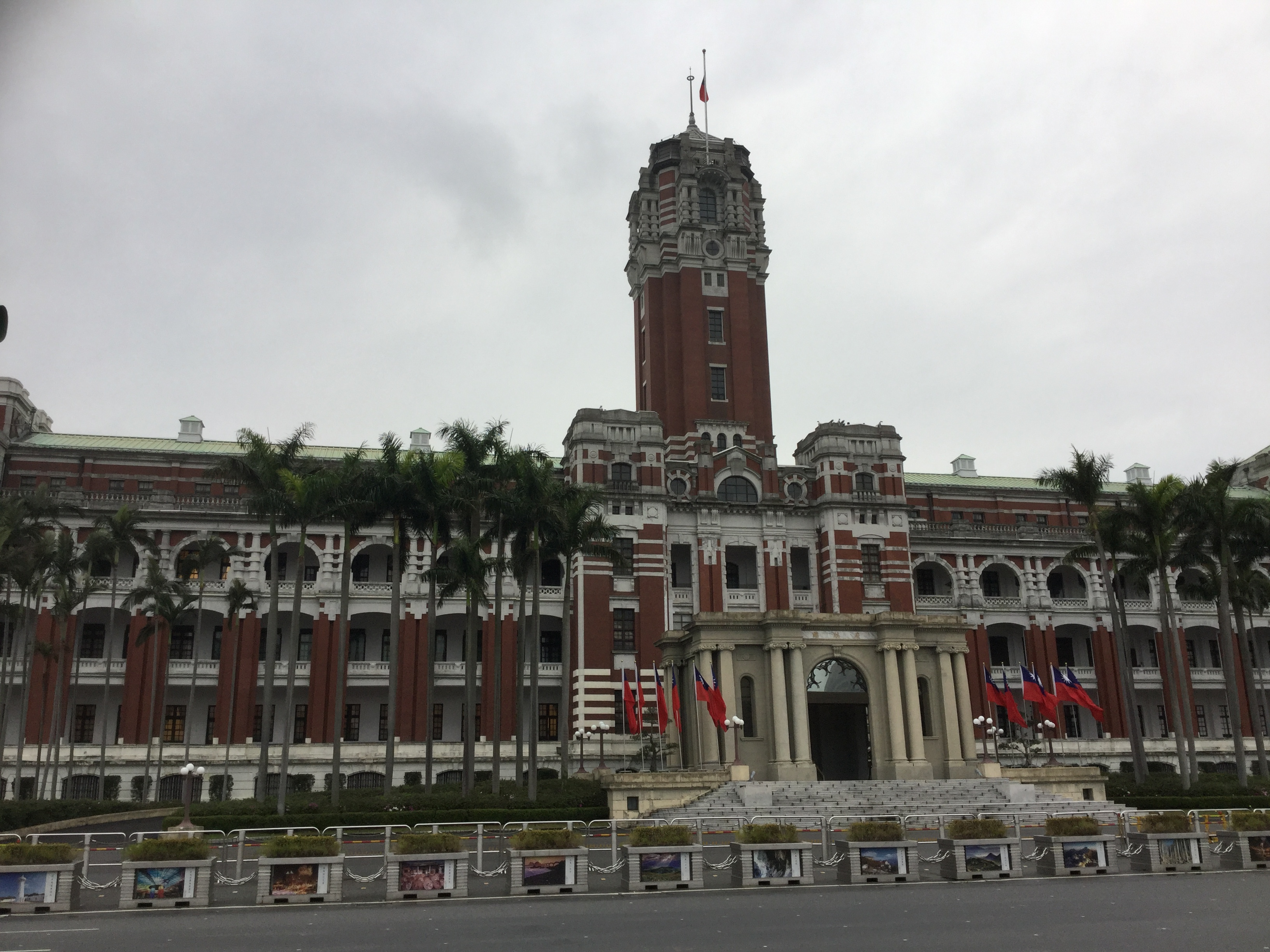
總統府於民國106年（2017年）和平紀念日降半旗

早於1997年1月20日時，民進黨主管會通過推動2月28日當天全國各機關、學校降半旗與默哀一分鐘的活動。該年2月25日，台北縣長尤清指示，當天全縣各機關學校下半旗誌哀。同天，內政部說明現行法令中並沒有關於地方政府能否降半旗的規定。該年，台北縣和高雄縣兩個民進黨主政的縣市，都決定縣內公務機關降半旗悼念，但高雄縣一半的鄉鎮長拒絕配合。
2006年2月26日，針對內政部計畫2月28日降半旗，內政部長李逸洋說明將由總統府或行政院做最後決定。27日，行政院長蘇貞昌批示，該日全國各機關學校、團體都應下半旗以資紀念。對此，時任國民黨主席馬英九在28日參加紀念時，贊同降半旗，強調二二八事件是官逼民反、政府貪腐、大環境下的抗暴，身為國民黨主席的他必須讓社會更和諧。同一天，原先不願配合的三重市長李乾龍，遵照行政院裁示下降半旗，卻抱怨中央理當提早定奪慎重追思，急就章為對死難者家屬而言是了無尊嚴。
內政部2006年12月8日發布《國旗下半旗實施辦法》，對於和平紀念日拒絕下半旗的地方政府無罰則，中央政府也無強制力。2007年，全國共有八千五百六十一所應下半旗機關，未執行有一百一十一處，包括豐原車站、潭子鄉民代表會、金門縣政府、金門縣林務局、新竹縣體育場等皆未執行下半旗，台北市與新竹縣合計九十九所學校未下半旗。之後像是金門縣長李炷烽在2008年、2009年都拒絕配合。因此，內政府曾計畫以補助減少作為懲罰。馬英九當選總統後，蘇貞昌質疑不會循往例降半旗，但馬英九政府依然會通函所屬機關、地方政府以及公立學校等下半旗。

### 再度提出刪假
至2009年，《大纪元時報》引述中央社1月21日電，行政院人事行政局否決金門縣政府提出的冬至與228和平紀念日替換放假案。同年，立委吳育昇提出《中華民國國定紀念日與節日法》草案，計畫刪除和平紀念日放假，並改為兒童節、行憲紀念日放假。對此提議，總統府發言人王郁琦即時表達馬英九總統無意改變的態度。
2012年2月28日星期二正逢週休連假，遇到年輕民眾開心能放連假，有228受難家屬盼別放假。